# Xuân Dương, Thanh Oai
Xuân Dương là một xã thuộc huyện Thanh Oai, thành phố Hà Nội, Việt Nam.
Xã Xuân Dương có diện tích 3,58 km², dân số năm 1999 là 4.842 người, mật độ dân số đạt 1.353 người/km².